# Simunye
Simunye é uma cidade do leste de Essuatíni (antiga Suazilândia), localizada no distrito de Lubombo.
Está situada a cerca de 30 km da fronteira com a África do Sul, a oeste das montes Libombos, e cerca de 55 nordeste de Siteki.